# BOMBA
BOMBA為香港的影視創作工作室，除了製作廣告外，同時亦活躍於攝製網絡影片。

## 簡介
BOMBA為香港公司，業務除一般廣告製作外，同時亦活躍於短片創作和藝人管理。「We Dream, We Do」為其口號。
公司最初由Fox Yu在大學畢業後創辦，致力發揮新一代創意，提供大眾娛樂之餘同時看準了網路廣告這個新興版塊。初期作品風格以科幻為主，後期風格多以人性電影感為主。
BOMBA 最初由八名來自不同大專院校的學生組成，製作團隊靠自學CG及拍攝技巧，自費製作並上載至互聯網與公眾分享，反應熱烈。
最初客戶以遊戲品牌為主，其後客戶已延伸至各行各業，包括主題公園、快餐店及各FMCG品牌等。歷年來，旗下的作品創造不少佳績與話題。

## 重大事件
2017年4月，BOMBA 製作並發佈了一套微電影《星戀空》，但有關影片使用了影片分享網站 YouTube 新功能 - 付費觀看，並設價格為八元港幣，引起爭議，其後 BOMBA 成員余仲天（Fox Yu）在影片發佈後亦發佈 Q&A 來澄清，但網民怒火亦未因此影片而熄滅，亦有人表示歡迎有關模式。值得一提的是，BOMBA 在《星戀空》及其解釋影片收費意義後，主頻道及其所有附屬頻道一度停止發佈影片，BOMBA 成員亦未有說明原因。
2019年11月17日，BOMBA 團隊在YouTube的原頻道「BOMBA」刪除所有影片(包括在子頻道「BOMBA小品台」、「BOMBA幕後台」的影片)。11月23日，BOMBA在YouTube上發放最後一條影片宣佈離開YouTube，並公佈其所創立的新影視串流平台Roarship，但再次引起爭議。
2020年8月11日，Bomba再次於YouTube發佈「記錄片」《捧打落水狗》，又於10月5日再度發表創作影片。2021年3月18日，Roarship平台宣告結束。

## 旗下藝人
| BOMBA          | BOMBA            | BOMBA          | BOMBA           |
| -------------- | ---------------- | -------------- | --------------- |
| 余仲天 （Fox） | 菲力斯 （Felix） | 戴月 （Kikko） | 吳鎮江 （爆江） |
| 威仔 （Pisit） |                  |                |                 |

## 網路平台
- BOMBA的Facebook專頁
- YouTube上的BOMBA頻道
- 微博 BOMBA微博
- 優酷 BOMBA優酷 （页面存档备份，存于）
- 騰訊視頻 BOMBA騰訊 （页面存档备份，存于）

## 外部連結
- Roarship （页面存档备份，存于）